# Shootenanny!
Shootenanny! är Eels femte studioinspelade album som släpptes den 3 juni år 2003 på skivbolaget Dreamworks. Mark Oliver Everett har, som på alla andra utgivna skivor, skrivit allt material - text och musik. Till detta album blev det en stor turné världen över, däribland Sverige.

## Låtlista
1. "All in a Day's Work" - 3:25
2. "Saturday Morning" - 2:56
3. "The Good Old Days" - 3:03
4. "Love of the Loveless" - 3:33
5. "Dirty Girl" - 2:41
6. "Agony" - 3:08
7. "Rock Hard Times" - 4:01
8. "Restraining Order Blues" - 3:12
9. "Lone Wolf" - 2:47
10. "Wrong About Bobby" - 2:47
11. "Numbered Days" - 3:45
12. "Fashion Awards" - 3:07
13. "Somebody Loves You" - 3:02